# Vingt-et-un ans
Pour plus de détails, voir Fiche technique et Distribution.
Vingt-et-un ans (titre original : The Truth About Youth) est un film américain réalisé par William A. Seiter en 1930, pour la First National Pictures (filiale de la Warner Bros. Pictures).

## Synopsis
Richard Carewe a élevé Richard Dane depuis son enfance alors que ce dernier est le fils d'un ami proche qui avait promis de prendre soin de son fils avant sa mort. Carewe prévoit que Dane épouse Phyllis Ericson, la fille de sa gouvernante mais celle-ci ne s'intéresse pas à Dane et est amoureuse de Carewe. Le jour du vingt-et-unième anniversaire de Dane, son père adoptif a prévu une fête d'anniversaire surprise mais Dane ne se présente pas, car il est allé dans une boîte de nuit pour voir sa nouvelle petite amie, Kara, une chercheuse d'or notoire qui chante et danse dans la boîte de nuit sous le nom de The Firefly. Dane rentre chez lui aux petites heures du matin, ivre et laisse négligemment tomber un mot de Kara sur le chemin de sa chambre. Tôt le lendemain, la gouvernante trouve le mot que Dane a laissé tomber et le montre à sa fille Phyllis, qui le montre à Carewe. Comme le mot est adressé à Richard, Carewe réfléchit rapidement et prétend que le mot est le sien. Phyllis est bouleversée car elle est amoureuse de Carewe.
Lorsqu'il est confronté à la note de Carewe, Dane est bouleversé et prévoit de s'enfuir avec Kara, qu'il demande mariage. Elle n'accepte que parce qu'elle pense qu'il est riche. Après le mariage, lorsque Kara découvre qu'il est pauvre, elle lui dit qu'elle ne veut plus jamais le revoir. Carewe, ne sachant pas que Kara a déjà épousé Dane, lui offre cinq mille dollars pour qu'il se fasse passer pour son propre amant en public. Lorsque Phyllis arrive à la boîte de nuit, elle manque de pleurer en voyant les attentions de Kara pour Carewe. Elle quitte la boîte de nuit et plus tard, Dane arrive avec le cœur brisé en découvrant que Kara s'est vendue un jour après leur mariage. Dane rentre chez lui et avoue tout à Phyllis. Celle-ci, réalisant la vérité, avoue son amour pour Carewe lorsqu'il revient. Ils s'embrassent alors que Carewe lui avoue également son amour pour elle.

## Fiche technique
- Titre original : The Truth About Youth
- Titre français : Vingt-et-un ans
- Réalisation : William A. Seiter (non crédité)
- Adaptation et dialogues : B. Harrison Orkow d'après la pièce When We Were Twenty-One de H.V. Esmond
- Production : William A. Seiter
- Studio de production : First National Pictures et The Vitaphone Corporation
- Photo : Arthur C. Miller
- Montage : Fredrick Y. Smith
- Direction artistique : Jack Okey
- Costumes : Edward Stevenson (non crédité)
- Pays : américain
- Genre : Drame
- Format : Noir et blanc - Son : Vitaphone (Western Electric Sound System)
- Durée : 69 minutes
- Date de sortie :
  - États-Unis : 3 novembre 1930

## Distribution
- Loretta Young : Phyllis Ericson
- Conway Tearle : Richard Carewe
- David Manners : Richard 'The Imp' Dane
- Myrna Loy : Kara - la luciole
- J. Farrell MacDonald : Colonel Graham
- Myrtle Stedman : Mme Ericson - la gouvernante
- Harry Stubbs : Horace 'Waddles' Palmer